# Берёзовичи (Волынская область)
Берёзовичи (укр. Березовичі) — село в Зимневской сельской общине Владимирского района Волынской области Украины.
Первое упоминание о селе в Ипатьевской летописи: 

1287, а село есмь коупилъ БерезовичЂ— Полное собрание русских летописей, II, 904
Население по переписи 2001 года составляет 670 человек. Почтовый индекс — 44763. Телефонный код — 3342. Занимает площадь 1,916 км².